# Lucien von Römer
Lucien Sophie Albert Marie von Römer (Kampen, 1873 – Malang, 1965) è stato un medico, sessuologo e botanico olandese.

## Biografia

### Famiglia
Appartenne alla famiglia Von Römer, una famiglia di origine tedesca stabilitasi nei Paesi Bassi dal XVIII secolo. Suo padre fu Johan Wolfgang Carel von Römer (1835-1879), un ufficiale sanitario di prima classe, la madre Nevina Carolina van der Plas (1838-1899). Ebbe un fratello che divenne compositore.

### Maestri
Studiò medicina a Leida e ad Amsterdam e si stabilì nel 1903 come neurologo. Considerò gli psichiatri Frederik van Eeden e Albert van Renterghem come suoi maestri, così come Cornelis Winkler e Gerbrandus Jelgersma; studiò anche con i sessuologi tedeschi Magnus Hirschfeld e Albert Moll. Nel 1913 si trasferì nelle Indie orientali olandesi, dove ebbe una lunga e varia carriera medica. Dopo il pensionamento come medico governativo regionale, si stabilì come specialista in malattie mentali a Malang. Ebbe grande interesse per la storia, la genealogia e la filosofia, e fu affascinato dall'androginia e dall'omosessualità.

## Pubblicazioni
Nel 1902 iniziò a pubblicare nella rivista di Magnus Hirschfeld, il Jahrbuch für sexuelle Zwischenstufen. Il suo primo contributo fu un ampio saggio sul re francese Henri III. Successivamente pubblicò uno studio approfondito sull'androginia e sulla feroce repressione degli atti omosessuali nei Paesi Bassi intorno al 1730. Tradusse anche Tolstoj (Il mio Vangelo, 1901) e Così parlò Zarathustra di Nietzsche (1905); nello stesso anno curò la satira scabrosa Sodom del poeta seicentesco John Wilmot, secondo conte di Rochester, solitamente noto come 'Rochester'.
Fu il primo (nel 1903) a utilizzare le indagini per la ricerca scientifica sul comportamento sessuale, nel suo caso sul cosiddetto 'uranismo', come veniva talvolta definita l'omosessualità intorno al 1900. I risultati di quella ricerca confluirono nel suo libro Het uranisch gezin (La famiglia uranica) (1905), in cui sostenne che l'omosessualità fosse una condizione innata, respinse l'idea che rappresentasse un fenomeno di degenerazione e stimò che circa il tre percento della popolazione fosse omosessuale." Identificò inoltre numerose varianti dell'orientamento sessuale umano. Con questo studio, sperava di conseguire il dottorato presso l'Università di Amsterdam, ma la sua dissertazione fu respinta. Rilevante e molto progressista per il suo tempo fu la sua convinzione secondo cui la sessualità tra due adulti dello stesso sesso non dovesse essere condannata se presente un autentico sentimento d'amore.

## Indie olandesi
Quando divenne chiaro che una carriera accademica non era più un'opzione, si dedicò a tutt'altro. Partecipò nel 1909-1910 come medico e botanico a una spedizione nella catena montuosa innevata della Nuova Guinea. 
Pubblicò anche resoconti di viaggio su un lungo itinerario in Grecia, ad esempio nella rivista De aarde en haar volken. Inoltre, scrisse numerosi articoli su genealogia e storia (anche medica), tra cui per il Nieuw Nederlandsch Biografisch Woordenboek. Nelle Indie, fu membro di diversi comitati e partecipò a congressi. 
Nel 1921 sposò la pianista Eugénie Gallois, dalla quale ebbe un figlio due anni dopo: Djayo Theodorus Nevinus Lucius. Costruì anche una grande biblioteca, che però non è rimasta intatta.